# Гарцкия, Автандил Зефикович
Автандил Зефикович Гарцкия (абх. Авҭандил Зефик-иҧа Гарцкьаа; род. 24 мая 1959, Гудаута) — абхазский общественно-политический и военный деятель, Герой Абхазии, первый министр по курортам и туризму Абхазии.

## Биография
Родился 24 мая 1959 года в Гудаута. Происходит из абхазского рода Гарцкия, относившегося к высшему дворянству.
Закончил 4 среднюю школу города Гудаута в 1975 году. Занимался волейболом, является чемпионом Абхазии и Грузии. После окончания школы поступил в Калининградский Государственный Университет (КГУ) на инженерно-экономический факультет, окончил его в 1980 году. В том же году был призван в ряды ВС СССР. Военную службу проходил в морской пехоте Балтийского флота.
Работал в комсомоле, в 1983—1986 годах — инструктор организационного отдела Гудаутского райисполкома. С 1986 года до начала военных действий в Абхазии работал председателем комитета по физкультуре и спорту Гудаутского райисполкома.

### Отечественная война народа Абхазии (1992—1993)
Был заместителем командира, позднее командиром 1 батальона «Эвкалипт» 2 бригады ВС Абхазии во время войны в Абхазии, получил ранение во время первого наступления на Сухуми.
За заслуги перед Родиной награждён медалями и наградами, в том числе и медалью Героя Абхазии — высшей степенью отличия Абхазии.

### Послевоенная жизнь
С 1993—1994 годах занимал должность заведующего отделом приватизации администрации Гудаутского района, после до 1995 года — начальника налоговой службы по району. Далее до 1996 года занимал должность заведующего отделом финансов администрации района.
В 2005 году стал сопредседателем «Форума Народного Единства Абхазии» (ФНЕ). С 2006 по 2014 год занимал должность старшего менеджера Сочинской транспортной компании.
Во время политического кризиса в Абхазии выступил на стороне оппозиции, входил в состав временного Совета народного доверия. С 9 июня по 28 октября 2014 года исполнял обязанности секретаря Совета безопасности Абхазии. 13 марта 2015 года был назначен министром новоучреждённого Министерства курортов и туризма Абхазии.

## Литературная деятельность
Является автором множества рассказов о буднях Абхазского конфликта. Книга «Мы за Гумистой», рассказывающая о событиях первого, неудачного наступления на Сухуми, получила положительные отзывы читателей. Рассказ «Тот, который прикрывал» вошёл в одноимённый сборник, выпущенный в 2014 году.

## Награды
- Герой Абхазии[14][18]
- Орден Леона[6]